# Jean-Baptiste de la Brosse
Jean-Baptiste de la Brosse, né le 30 avril 1724 et mort le 11 avril 1782, était un prêtre éduqué de Charente, dans le centre de la France. Son éducation chez les Jésuites comprenait une troisième année de philosophie et quatre années de théologie. Ordonné prêtre en 1753, il arriva au Canada l'année suivante. 
Son travail commença immédiatement en Acadie où il travailla avec les Amérindiens déplacés de la région. Les Abénakis, Maliseet, et Acadiens étaient chassés par les Anglais, et ils les encourageait à fuir. Il était considéré le missionnaire des Abénakis et en 1760 il compléta le dictionnaire de base de la langue Abenaki.
Son œuvre missionnaire la plus importante fut avec les Innus, qui parlaient la langue des Montagnais. Les Innus habitent aujourd'hui le Québec et Labrador. Il travailla sans cesse avec eux, leur enseignant à lire et à écrire tout en les protégeant de l'alcool que les commerçants de la région leur offraient. 
Lorsqu'on examine son travail au Canada on voit un savant et un bon professeur. Il travailla avec acharnement à produire des dictionnaires, des grammaires et des livres d'écriture pour les langues natives de ses peuples. Il travailla sur des travaux accomplis par ses collègues et poursuivre leurs études. 
La Brosse devient un homme de légende avec un grand respects de ses admirateurs. Sa mort à Tadoussac fut même accompagné par une histoire où il prédit l'heure exacte de sa propre mort.
La paroisse de La Nativité-de-Saint-Jean-Baptiste de Notre-Dame-des-Neiges a été placée sous le patronage de saint Jean Baptiste en son honneur.

## Annexe